# Liste der Biografien/Shau
Liste der Biografien |
Portal Biografien |
Personensuche
# |
A |
B |
C |
D |
E |
F |
G |
H |
I |
J |
K |
L |
M |
N |
O |
P |
Q |
R |
S |
T |
U |
V |
W |
X |
Y |
Z |
?
 
Sa |
Sb |
Sc |
Sd |
Se |
Sf |
Sg |
Sh |
Si |
Sj |
Sk |
Sl |
Sm |
Sn |
So |
Sp |
Sq |
Sr |
Ss |
St |
Su |
Sv |
Sw |
Sy |
Sz
 
Sha |
Shc |
She |
Shh |
Shi |
Shk |
Shl |
Shm |
Shn |
Sho |
Shp |
Shr |
Sht |
Shu |
Shv |
Shw |
Shy
 
Shaa |
Shab |
Shac |
Shad |
Shae |
Shaf |
Shag |
Shah |
Shai |
Shaj |
Shak |
Shal |
Sham |
Shan |
Shao |
Shap |
Shaq |
Shar |
Shas |
Shat |
Shau |
Shav |
Shaw |
Shax |
Shay |
Shaz
Die Liste der Biografien führt alle Personen auf, die in der deutschsprachigen Wikipedia einen Artikel haben. Dieses ist eine Teilliste mit 16 Einträgen von Personen, deren Namen mit den Buchstaben „Shau“ beginnt.

## Shau

### Shaud
- Shaud, Grant (* 1961), US-amerikanischer Schauspieler

### Shauf
- Shauf, Andy (* 1986), kanadischer Musiker

### Shaug
- Shaughnessy, Alfred (1916–2005), britischer Autor und Filmschaffender
- Shaughnessy, Charles (* 1955), britischer Peer und SchauspielerCharles Shaughnessy (* 1955)

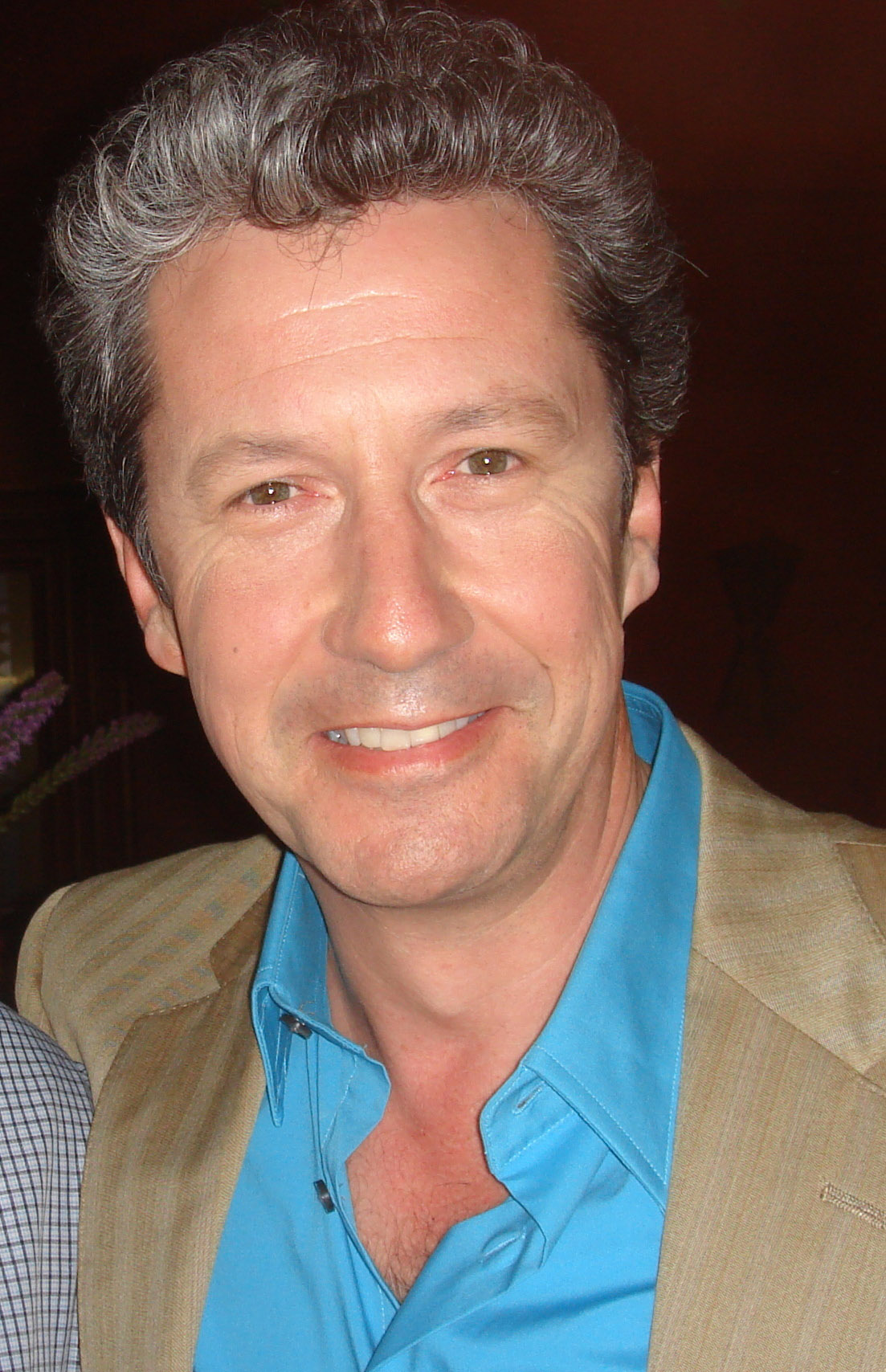
Charles Shaughnessy (* 1955)

- Shaughnessy, Conor (* 1996), irischer Fußballspieler
- Shaughnessy, Dan (* 1944), kanadischer Langstreckenläufer
- Shaughnessy, David (* 1957), britischer Fernsehregisseur, Fernsehproduzent, Bühnenregisseur und Schauspieler
- Shaughnessy, Dawn, US-amerikanische Chemikerin
- Shaughnessy, Ed (1929–2013), US-amerikanischer Jazzschlagzeuger
- Shaughnessy, Edward L. (* 1952), US-amerikanischer Sinologe und China-Historiker
- Shaughnessy, Francis (1911–1982), US-amerikanisch-kanadischer Eishockeyspieler
- Shaughnessy, Joe (* 1992), irischer Fußballspieler
- Shaughnessy, Meghann (* 1979), US-amerikanische Tennisspielerin
- Shaughnessy, Mickey (1920–1985), US-amerikanischer Schauspieler irischer Abstimmung
- Shaughnessy, Thomas, 1. Baron Shaughnessy (1853–1923), amerikanisch-kanadischer Eisenbahnverwalter

### Shaul
- Shaul, Dror (* 1971), israelischer Filmregisseur, Drehbuchautor und Filmproduzent